# Synagoga w Łomiankach
Synagoga w Łomiankach – nieistniejąca synagoga, która znajdowała się w Łomiankach, na tyłach ulicy Warszawskiej, pomiędzy ulicami Racławicką a Wiślaną, w centrum dzisiejszego miasta.
Synagoga została zbudowana w latach 1929–1934 z fundacji rodziny Rechtmanów. Jej projektantem był architekt inżynier Stanisław Haberling. Przed jej wzniesieniem lokalna społeczność żydowska modliła się w domu rabina. Głównym kantorem był zięć Rechtmana. Podczas II wojny światowej hitlerowcy zburzyli synagogę. Po zakończeniu wojny nie została odbudowana.
Murowany z cegły budynek synagogi wzniesiono na planie prostokąta o rozmiarach około 12 metrów szerokości, 14 metrów długości i 14 metrów wysokości do dachu. Przykryty on był kopułą z blachy ocynkowanej, kształtem nawiązującej do tej z Wielkiej Synagogi w Warszawie. Synagoga posiadała babiniec z wejściem na zewnątrz budynku od strony zachodniej.